# Taça de Portugal de Hóquei em Patins Feminino de 2008–09
A Taça de Portugal de Hóquei em Patins Feminino de 2008–09, foi a 17ª edição da Taça de Portugal, ganha pela Fundação Nortecoope (4º título).

## Final
A final four foi disputada a 28 de Junho de 2009.
|             | Resultado |                     |
| ----------- | --------- | ------------------- |
| HC Mealhada | 0 – 3     | Fundação Nortecoope |

## Meias-finais
As partidas foram disputadas a 27 de Junho de 2009.
|                     | Resultado |               |
| ------------------- | --------- | ------------- |
| Fundação Nortecoope | 3 – 0     | CD Boliqueime |
| CD Nortecoope       | 1 – 2     | HC Mealhada   |

## Quartos de final
A 1ª partida foi disputada a 7 de Junho de 2009 é as restantes foram disputadas a 20 de Junho de 2009.
|                     | Resultado |                   |
| ------------------- | --------- | ----------------- |
| CD Boliqueime       | 8 – 0     | GDC Fânzeres      |
| Fundação Nortecoope | 10 – 0    | UDC Nafarros      |
| CD Nortecoope       | 5 – 3     | GDR "Os Lobinhos" |
| Roller Lagos CP     | 0 – 7     | HC Mealhada       |

## 2ª Eliminatória Zona Norte
As partidas foram disputadas a 1 de Novembro de 2008. Isentos: Fundação Nortecoope e CD Nortecoope
|              | Resultado |                 |
| ------------ | --------- | --------------- |
| HC Mealhada  | 2 – 1     | CH Carvalhos    |
| GDC Fânzeres | 2 – 1     | ACR Gulpilhares |

## 2ª Eliminatória Zona Sul
A 1ª partida foi disputada a 2 de Novembro de 2008 é a 2ª a 1 de Novembro de 2008. Isentos: Roller Lagos CP e GDR "Os Lobinhos"
|             | Resultado |               |
| ----------- | --------- | ------------- |
| HC Portimão | 0 – 15    | CD Boliqueime |
| UD Nafarros | 7 – 1     | FC Alverca    |

## 1ª Eliminatória Zona Norte
A 1ª partida foi disputada a 1 de Novembro de 2008 e a restantes disputadas a 25 de Outubro de 2008. Isentos: GDC Fânzeres e ACR Gulpilhares
|                   | Resultado |                     |
| ----------------- | --------- | ------------------- |
| CP Vila Boa Bispo | 0 – 2     | Fundação Nortecoope |
| AD Sanjoanense    | 0 – 5     | CH Carvalhos        |
| CD Nortecoope     | 4 – 0     | AF Arazede          |
| HC Marco          | 1 – 2     | HC Mealhada         |

## 1ª Eliminatória Zona Sul
As partidas foram disputadas a 25 de Outubro de 2008. Isentos: CD Boliqueime e HC Portimão
|                    | Resultado                             |                 |
| ------------------ | ------------------------------------- | --------------- |
| AC Tojal           | 2 – 2, 2 – 3 Após Prol.               | Roller Lagos CP |
| UD Nafarros        | 5 – 0                                 | GD Sesimbra     |
| Ass. Acad. Coimbra | 1 – 3                                 | FC Alverca      |
| GDR "Os Lobinhos"  | 2 – 2, 3 – 2 Golo de Ouro no Prolong. | Ext. S. Filipe  |